# Hodja Sala, Bahciîsarai
Hodja Sala (în ucraineană Ходжа Сала) este un sat în comuna Krasnîi Mak din raionul Bahciîsarai, Republica Autonomă Crimeea, Ucraina.

## Demografie
Componența lingvistică a localității Hodja Sala
     Tătară crimeeană (64,38%)
     Rusă (34,25%)
     Ucraineană (1,37%)
Conform recensământului din 2001, majoritatea populației localității Hodja Sala era vorbitoare de tătară crimeeană (64,38%), existând în minoritate și vorbitori de rusă (34,25%) și ucraineană (1,37%).